# سيريل جون فوغل
سيريل جون فوغل (بالإنجليزية: Cyril John Vogel)‏ هو كاهن كاثوليكي أمريكي، ولد في 15 يناير 1905 في بيتسبرغ في الولايات المتحدة، وتوفي في 4 أكتوبر 1979 في سالينا في الولايات المتحدة.